# Merethe Lindstrøm
Merethe Lindstrøm sinh ngày 26 tháng 5 năm 1963 tại Bergen là một nhà văn nữ người Na Uy. Năm 1983 Lindstrøm bắt đầu xuất bản tuyển tập truyện ngắn "Sexorcisten og andre fortellinger". Từ đó trở đi, bà đã viết nhiều tuyển tập truyện ngắn, tiểu thuyết và một truyện thiếu nhi..
Lindstrøm cũng hát với nhiều ban nhạc rock ở Oslo và ở Berlin.

## Tác phẩm
- Sexorcisten og andre fortellinger – tuyển tập truyện ngắn (1983)
- Borte, men savnet – tuyển tập truyện ngắn (1986)
- Kannibal-leken – tuyển tập truyện ngắn (1990)
- Regnbarnas rike – tiểu thuyết (1992)
- Svømme under vann – tuyển tập truyện ngắn (1994)
- Steinsamlere – tiểu thuyết (1996)
- Stedfortrederen – tiểu thuyết (1997)
- Mille og den magiske kringlen – truyện thiếu nhi (viết chung với Gro Hege Bergan) (1997)
- Jeg kjenner dette huset – tuyển tập truyện ngắn (1999)
- Natthjem – tiểu thuyết (2002)
- Ingenting om mørket – tiểu thuyết (2003)
- Barnejegeren –tuyển tập truyện ngắn (2007)

## Giải thưởng và Vinh dự
- Mads Wiel Nygaards Endowment 1994
- Giải văn học NotaBenes 1996
- Giải Natt og Dag (sau này là giải Oslo)
- Tanums kvinnestipend 1997
- Giải Dobloug[4] 2008
- Đề cử cho Giải phê bình văn học Na Uy
- Giải văn học của Hội đồng Bắc Âu 2012